# Населённые пункты Воткинского района
Муниципальное образование «Воткинский район» включает в себя 69 населённых пункта: 11 сельских поселений и 1 городское поселение в составе 1 посёлка городского типа, 9 сёл, 47 деревень, 10 починков и 2 выселков.
Административный центр района — город Воткинск, в состав района не входит.

## Перечень населённых пунктов
Далее приводится список населённых пунктов по муниципальным образованиям, в которые они входят. Жирным шрифтом выделены административные центры поселений.

### Муниципальное образование «Болгуринское»
- деревня Болгуры
- починок Болгуры
- деревня Верхне-Позимь
- выселок Красная Горка
- деревня Новосоломенники
- деревня Романово
- деревня Хорохоры
- починок Никольский

### Муниципальное образование «Большекиварское»
- село Кельчино
- деревня Большая Кивара
- деревня Бакаи
- деревня Дубровино
- деревня Ильинское
- деревня Липовка
- деревня Осиновка
- село Пихтовка
- деревня Подгорная
- деревня Самолет
- деревня Шалавенки
- деревня Кленовая

### Муниципальное образование «Верхнеталицкое»
- деревня Верхняя Талица
- деревня Вязовая
- починок Нижневоткинский лесоучасток
- деревня Черновский лесоучасток

### Муниципальное образование «Гавриловское»
- деревня Гавриловка
- деревня Беркуты
- деревня Березники
- село Галёво
- деревня Евсино
- деревня Костоваты
- деревня Метляки
- деревня Фертики
- деревня Брехи

### Муниципальное образование «Июльское»
- село Июльское
- починок Гольянский
- починок Дома 58 км
- деревня Захарово
- деревня Молчаны
- деревня Фомино

### Муниципальное образование «Камское»
- село Камское
- деревня Забегаево
- село Степаново

### Муниципальное образование «Кварсинское»
- деревня Кварса
- деревня Фотены
- деревня Двигатель

### Муниципальное образование «Кукуевское»
- деревня Кукуи
- деревня Гамы
- деревня Гришанки
- деревня Катыши

### Муниципальное образование «Первомайское»
- село Первомайский
- деревня Черепановка
- деревня Дремино
- деревня Калиновка

### Муниципальное образование «Перевозинское»
- село Перевозное
- починок Дома 78 км
- деревня Ледухи
- деревня Максимово
- деревня Нива
- деревня Ольхово
- деревня Сидоровы Горы

### Муниципальное образование «Светлянское»
- село Светлое
- починок Владимировский
- деревня Кудрино
- починок Курочкино
- выселок Красный Север
- деревня Черная
- деревня Черный Ключ
- починок Филиппово
- починок Светлянский

### Муниципальное образование «Нововолковское»
- посёлок Новый